# Galvanômetro
O galvanómetro (português europeu) ou galvanômetro (português brasileiro) é um instrumento eletromecânico que pode medir correntes eléctricas de baixa intensidade, ou a diferença de potencial eléctrico entre dois pontos.
Um galvanômetro funciona como um atuador, produzindo uma deflexão rotativa de um ponteiro, em resposta à corrente elétrica que flui através de uma bobina em um campo magnético constante. Os primeiros galvanômetros não eram calibrados, mas dispositivos aprimorados eram usados como instrumentos de medição, chamados amperímetros, para medir a corrente que flui através de um circuito elétrico.
Galvanômetros foram desenvolvidos a partir da observação de que a agulha de uma bússola magnética é desviada perto de um fio que passa por corrente elétrica, descrito pela primeira vez por Hans Christian Ørsted em 1820. Eles foram os primeiros instrumentos usados para detectar e medir pequenas quantidades de correntes elétricas. André-Marie Ampère, que deu expressão matemática à descoberta de Ørsted e deu ao instrumento o nome do pesquisador italiano de eletricidade Luigi Galvani, que em 1791 descobriu o princípio do galvanoscópio sapo — que a corrente elétrica faria as pernas de um sapo morto estremecerem.
Os galvanômetros sensíveis têm sido essenciais para o desenvolvimento da ciência e da tecnologia em muitos campos. Por exemplo, em 1800, eles possibilitaram a comunicação de longo alcance por meio de cabos submarinos, como os primeiros cabos telegráficos transatlânticos, e foram essenciais para descobrir a atividade elétrica do coração e do cérebro, por meio de suas medições precisas de corrente.
Galvanômetros também tiveram amplo uso como parte de visualização em outros tipos de medidores analógicos, por exemplo em medidores de luz, medidores UV, etc., onde eram usados para medir e exibir a saída de outros sensores. Hoje o principal tipo de mecanismo galvanômetro, ainda em uso, é a bobina móvel, tipo D'Arsonval/Weston. 

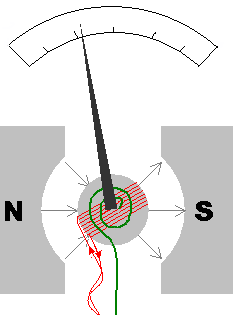
Galvanômetro de bobina móvel
- Fio transportando a corrente a ser medida
- Mola de retorno

Galvanômetros modernos, do tipo D'Arsonval/Weston, são construídos com uma pequena bobina de arame pivotante, chamada de fuso, no campo de um ímã permanente. A bobina é ligada a um ponteiro fino que atravessa uma escala calibrada. Uma pequena mola de torção puxa a bobina e o ponteiro para a posição zero.
Quando uma corrente contínua (CC) flui através da bobina, a bobina gera um campo magnético. Este campo atua contra o ímã permanente. A bobina gira, empurrando contra a mola e move o ponteiro. O ponteiro aponta para uma escala que indica a corrente elétrica. O design cuidadoso das peças polares garante que o campo magnético seja uniforme, de modo que a deflexão angular do ponteiro seja proporcional à corrente. Um medidor útil geralmente contém uma provisão para amortecer a ressonância mecânica da bobina móvel e do ponteiro, de modo que o ponteiro se fixe rapidamente em sua posição sem oscilação.
A sensibilidade básica de um medidor pode ser, por exemplo, 100 microamperes em escala completa (com uma queda de tensão de, digamos, 50 milivolts na corrente total). Esses medidores são frequentemente calibrados para ler alguma outra quantidade que pode ser convertida em uma corrente dessa magnitude. O uso de divisores de corrente, geralmente chamados de shunts, permite que um medidor seja calibrado para medir correntes maiores. Um medidor pode ser calibrado como um voltímetro CC se a resistência da bobina for conhecida pelo cálculo da tensão necessária para gerar uma corrente de escala completa. Um medidor pode ser configurado para ler outras tensões, colocando-o em um circuito divisor de tensão. Isso geralmente é feito colocando um resistor em série com a bobina do medidor. Um medidor pode ser usado para ler a resistência colocando-o em série com uma tensão conhecida (uma bateria) e um resistor ajustável. Em uma etapa preparatória, o circuito é concluído e o resistor ajustado para produzir a deflexão em escala total. Quando um resistor desconhecido é colocado em série no circuito, a corrente será menor que a escala completa e uma escala devidamente calibrada pode exibir o valor do resistor anteriormente desconhecido.
Esses recursos de traduzir diferentes tipos de grandezas elétricas em movimentos de ponteiro tornam o galvanômetro ideal para transformar a saída de outros sensores que geram eletricidade (de uma forma ou de outra) em algo que pode ser lido por um ser humano.
Como o ponteiro do medidor está geralmente a uma pequena distância acima da escala do medidor, o erro de paralaxe pode ocorrer quando o operador tenta ler a linha da escala que "se alinha" com o ponteiro. Para combater isso, alguns medidores incluem um espelho junto com as marcações da escala principal. A precisão da leitura de uma escala espelhada é melhorada posicionando a cabeça durante a leitura da escala de forma que o ponteiro e o reflexo do ponteiro fiquem alinhados; neste ponto, o olho do operador deve estar diretamente acima do ponteiro e qualquer erro de paralaxe foi minimizado.

## Tipos de galvanômetros
Alguns galvanômetros usam um ponteiro sólido em uma escala para mostrar as medições; outros tipos muito sensíveis usam um espelho em miniatura e um feixe de luz para fornecer amplificação mecânica de sinais de baixo nível.
Um galvanômetro tangente é um dos primeiros instrumentos de medição usados para medir a corrente elétrica. Ele funciona usando uma agulha de bússola para comparar um campo magnético gerado pela corrente desconhecida com o campo magnético da Terra. Ela recebe o nome de seu princípio operacional, a lei tangente do magnetismo, que afirma que a tangente do ângulo que a agulha de uma bússola faz é proporcional à razão das intensidades dos dois campos magnéticos perpendiculares. Foi descrito pela primeira vez por Johan Jacob Nervanderem   e em 1837 por Claude Pouillet.
Um galvanômetro tangente consiste em uma bobina de fio de cobre isolado enrolado em uma estrutura circular não magnética. A estrutura é montada verticalmente em uma base horizontal fornecida com parafusos de nivelamento. A bobina pode ser girada em um eixo vertical passando pelo seu centro. Uma caixa de compasso é montada horizontalmente no centro de uma escala circular. Consiste em uma agulha magnética minúscula e poderosa girada no centro da bobina. A agulha magnética está livre para girar no plano horizontal. A escala circular é dividida em quatro quadrantes. Cada quadrante é graduado de 0 ° a 90 °. Um ponteiro longo e fino de alumínio está preso à agulha em seu centro e em ângulo reto com ela. Para evitar erros devido à paralaxe, um espelho plano é montado abaixo da agulha da bússola.
Em operação, o instrumento é girado primeiro até que o campo magnético da Terra, indicado pela agulha da bússola, esteja paralelo ao plano da bobina. Em seguida, a corrente desconhecida é aplicada à bobina. Isso cria um segundo campo magnético no eixo da bobina, perpendicular ao campo magnético da Terra. A agulha da bússola responde à soma vetorial dos dois campos e desvia para um ângulo igual à tangente da razão dos dois campos. Do ângulo lido na escala da bússola, a corrente pode ser encontrada em uma tabela.  Os fios de alimentação de corrente devem ser enrolados em uma pequena hélice, como uma cauda de porco, caso contrário, o campo devido ao fio afetará a agulha da bússola e uma leitura incorreta será obtida.
O galvanómetro mais comum é o tipo conhecido como bobina móvel: uma bobina de fio muito fino é montada em um eixo móvel, e instalada entre os pólos de um ímã fixo. Quando circula corrente eléctrica pela bobina, se forma um campo magnético que interage com o campo do ímã, e a bobina gira, movendo um ponteiro, ou agulha, sobre uma escala graduada. Como o movimento do ponteiro é proporcional à corrente elétrica que percorre a bobina, o valor da corrente é indicado na escala graduada. Através de circuitos apropriados, o galvanômetro pode ler outras grandezas eléctricas, como tensão contínua, tensão alternada, resistência, potência, etc.
Outro tipo de galvanómetro é o de ferro móvel: neste, a bobina é fixa, envolvendo uma pequena peça de ferro ligada ao ponteiro, e capaz de girar conforme o campo magnético produzido pela bobina. O galvanómetro de ferro móvel é pouco usado, por ser menos sensível que o de bobina móvel, mas possui as vantagens de ser mais barato, mais robusto, e funcionar tanto com corrente contínua como com corrente alternada.

## Usos
Provavelmente o maior uso de galvanômetros foi do tipo D'Arsonval / Weston, usado em medidores analógicos em equipamentos eletrônicos. Desde a década de 1980, os movimentos do medidor analógico do tipo galvanômetro foram substituídos por conversores analógico-digital para muitos usos. Um medidor de painel digital contém um conversor analógico-digital e um display numérico. As vantagens de um instrumento digital são maior precisão e exatidão, mas fatores como consumo de energia ou custo ainda podem favorecer a aplicação de movimentos de medidores analógicos.

## Usos modernos
Os usos mais modernos do mecanismo do galvanômetro são em sistemas de posicionamento e controle. Os mecanismos do galvanômetro são divididos em ímã móvel e galvanômetros de bobina móvel; Além disso, eles são divididos em ciclo fechado e de ciclo aberto.
Os sistemas de galvanômetro de espelho são usados como elementos de posicionamento ou direcionamento do feixe em sistemas de varredura a laser. Por exemplo, para processamento de material com lasers de alta potência, mecanismos de galvanômetro de espelho de circuito fechado são usados com sistemas de controle severo. Estes são tipicamente galvanômetros de alta potência e os mais novos galvanômetros projetados para aplicações de direcionamento de feixe podem ter respostas de frequência acima de 10 kHz com tecnologia apropriada. Galvanômetros espelho de circuito fechado também são usados de maneiras semelhantes em estereolitografia, sinterização a laser, gravação a laser, soldagem em feixe de laser, TVs a laser, laser de monitores e em aplicações de imagem, como varredura de retina com Tomografia de Coerência Óptica (OCT). Quase todos esses galvanômetros são do tipo de ímã móvel. O loop fechado é obtido medindo a posição do eixo de rotação com um emissor infravermelho e 2 fotodiodos. Este feedback é um sinal analógico.
Os galvanômetros de circuito aberto, ou galvanômetros de espelho ressonante, são usados principalmente em alguns tipos de leitores de código de barras baseados em laser, máquinas de impressão, aplicativos de imagem, aplicativos militares e sistemas espaciais. Seus rolamentos não lubrificados são especialmente interessantes em aplicações que requerem funcionamento em alto vácuo.
Um mecanismo galvanômetro (parte central), usado em uma unidade de exposição automática de uma câmera de filme de 8 mm, juntamente com um fotorresistor (visto no orifício no topo da parte esquerda).
Mecanismos galvanômetros do tipo bobina móvel (chamados de 'bobinas de voz' pelos fabricantes de disco rígido) são usados para controlar os servos de posicionamento da cabeça em unidades de disco rígido e leitores de CD / DVD, a fim de manter a massa (e, portanto, tempos de acesso), o mais baixo possível.

## Usos anteriores
Um dos principais usos iniciais dos galvanômetros foi para encontrar falhas em cabos de telecomunicações. Eles foram substituídos nesta aplicação no final do século 20 por refletômetros no domínio do tempo.
Mecanismos de galvanômetro também foram usados para obter leituras de fotorresistores nos mecanismos de medição de câmeras de filme.
Em gravadores analógicos, como os usados em eletrocardiografos, eletroencefalógrafos e polígrafos, mecanismos galvanômetros eram usados para posicionar a caneta. Registradores gráficos com canetas acionadas por galvanômetro podem ter uma resposta de frequência em escala real de 100 Hz e vários centímetros de deflexão.
Também Carl Jung, psiquiatra e fundador da Psicologia Analítica, em 1904 a 1905 criou um laboratório de psicopatologia experimental onde surgiu o teste de associação de palavras (um dos primeiros testes psicológicos), sendo utilizado junto ao experimento um galvonômetro para detectar alguma resposta eletrodermal às palavras-estímulo.